# Gaudí a la millor actriu secundària
La següent llista és la de les actrius nominades i guanyadores del Premi Gaudí a la Millor interpretació femenina secundària, des de l'any 2009, quan es van crear.

## Palmarès

### Dèdada dels 2000
| Any  | Actriu         | Pel·lícula                                         |
| ---- | -------------- | -------------------------------------------------- |
| 2009 | Penélope Cruz  | Vicky Cristina Barcelona                           |
| 2009 | Llum Barrera   | Diari d'una nimfòmana                              |
| 2009 | Judith Uriach  | La reencarnació                                    |
| 2009 | Rebeca Comerma | No em demanis que et faci un petó perquè te'l faré |

### Dècada dels 2010
| Any  | Actriu            | Pel·lícula                      |
| ---- | ----------------- | ------------------------------- |
| 2010 | Clara Segura      | Les dues vides d'Andrés Rabadán |
| 2010 | Assumpta Serna    | Trash                           |
| 2010 | Marta Solaz       | Trash                           |
| 2010 | Núria Prims       | Trash                           |
| 2011 | Marina Comas      | Pa negre                        |
| 2011 | Esther Bové       | ¿Dónde se nacionaliza la marea? |
| 2011 | Lydia Zimmermann  | Elisa K                         |
| 2011 | Alba Yáñez        | Uruguay                         |
| 2012 | Vicky Peña        | Catalunya über alles!           |
| 2012 | Anne Canovas      | Eva                             |
| 2012 | Belén Fabra       | Catalunya über alles!           |
| 2012 | Judith Uriach     | Open 24h                        |
| 2013 | Candela Peña      | Una pistola a cada mà           |
| 2013 | Aina Clotet       | Els nens salvatges              |
| 2013 | Clara Segura      | Els nens salvatges              |
| 2013 | Ana Wagener       | Fènix 11·23                     |
| 2014 | Clara Segura      | Tots volem el millor per a ella |
| 2014 | Carmen Machi      | L'Estrella                      |
| 2014 | Maria Molins      | Fill de Caín                    |
| 2014 | Àgata Roca        | Tots volem el millor per a ella |
| 2015 | Bárbara Lennie    | El Niño                         |
| 2015 | Mercè Arànega     | Born                            |
| 2015 | Rosa Novell       | Rastres de sàndal               |
| 2015 | Vicky Peña        | Los tontos y los estúpidos      |
| 2016 | Dolores Fonzi     | Truman                          |
| 2016 | Aina Clotet       | Barcelona, nit d'hivern         |
| 2016 | Clara Segura      | Barcelona, nit d'hivern         |
| 2016 | Rossy de Palma    | Anacleto: Agent secret          |
| 2017 | Alexandra Jiménez | 100 metros                      |
| 2017 | Adriana Ozores    | Cerca de tu casa                |
| 2017 | Clara Segura      | 100 metros                      |
| 2017 | Greta Fernández   | La propera pell                 |
| 2018 | Bruna Cusí        | Estiu 1993                      |
| 2018 | Anna Castillo     | La llamada                      |
| 2018 | Bruna Cusí        | Incerta glòria                  |
| 2018 | Natalia Tena      | Anchor and Hope                 |
| 2019 | Anna Castillo     | Viaje al cuarto de una madre    |
| 2019 | Clara Segura      | Durante la tormenta             |
| 2019 | María Ribera      | Les distàncies                  |
| 2019 | Marisa Paredes    | Petra                           |

### Dèdada dels 2020
| Any                  | Actriu              | Pel·lícula                |
| -------------------- | ------------------- | ------------------------- |
| 2020                 | Laia Marull         | La innocència             |
| 2020                 | Aina Clotet         | 7 raons per fugir         |
| 2020                 | Julieta Serrano     | Dolor y gloria            |
| 2020                 | Nora Navas          | Dolor y gloria            |
| 2021                 | Verónica Echegui    | L'ofrena                  |
| 2021                 | Bruna Cusí          | La vampira de Barcelona   |
| 2021                 | Natalia de Molina   | Las niñas                 |
| 2021                 | Núria Prims         | La vampira de Barcelona   |
| 2022                 | Ángela Cervantes    | Chavalas                  |
| 2022                 | Nora Navas          | Libertad                  |
| 2022                 | Vicky Peña          | Libertad                  |
| 2022                 | Anna Castillo       | Mediterráneo              |
| 2023                 | Ángela Cervantes    | La maternal               |
| 2023                 | Anna Castillo       | Historias para no contar  |
| 2023                 | Berta Pipó          | Alcarràs                  |
| 2023                 | Montse Oró          | Alcarràs                  |
| 2024                 | Clara Segura        | Creatura                  |
| 2024                 | Ane Gabarain        | 20.000 especies de abejas |
| 2024                 | Ana Torrent         | Sobre todo de noche       |
| 2024                 | Aina Clotet         | Els encantats             |
| 2025                 |                     |                           |
| Adriana Ozores       | Los pequeños amores |                           |
| Betsy Túrnez         | El 47               |                           |
| Clara Segura         | El 47               |                           |
| Maria Rodríguez Soto | Casa en flames      |                           |